# Puente Internacional José Antonio Páez
El Puente Internacional José Antonio Páez es un cruce limítrofe sobre el río Arauca que comunica las poblaciones de El Amparo (Apure) en Venezuela, y Arauca en Colombia.

## Toponimia
El puente lleva el nombre de José Antonio Páez, héroe de la Guerra de Independencia de Venezuela y 3 veces presidente de la nación durante el siglo XIX.

## Historia
Este puente fue construido por los gobiernos del colombiano Carlos Lleras Restrepo y el venezolano Raúl Leoni. entre 1964-1967 y constituye la principal ruta para el transporte de petróleo y bienes de la región. Fue diseñado por Gustavo Granados Ojeda (n. Rubio, Táchira, 3 de octubre de 1926-f. Mérida, 11 de enero de 2000), ingeniero civil venezolano egresado de la Universidad de Los Andes.